# Szarpatki
Szarpatki – osada w Polsce położona w województwie zachodniopomorskim, w powiecie gryfińskim, w gminie Trzcińsko-Zdrój.
W latach 1975–1998 miejscowość położona była w województwie szczecińskim.